# Lengby (Minnesota)
Lengby est une ville américaine située dans le Comté de Polk, dans le Minnesota. Selon le recensement de 2010, sa population est de 86 habitants.